# Dolganische Sprache
Die dolganische Sprache (dolganisch долган тыла /dolgan tyla/) ist die Sprache der Dolganen, eines kleinen indigenen Volks des russischen Nordens. Sie gehört zu den nordöstlichen Turksprachen und ist besonders eng mit dem benachbarten Jakutischen verwandt. Die sprachlichen Unterschiede zwischen beiden Sprachen sind sehr gering, sodass Dolganen wie Jakuten das Dolganische vielfach als einen jakutischen Dialekt auffassen.

## Sprecherzahlen
Im Jahre 1989 gaben bei der Volkszählung von 6945 Dolganen noch 5100 von diesen Dolganisch als Muttersprache an.
Als Zweitsprache gaben einige Ewenken und Nganasanen Dolganisch an, so dass diese Sprache in gewissem Maße als „Verkehrssprache“ fungiert. Als übergeordnete Dachsprache sehen die meisten Dolganen heute das Jakutische an und betrachten ihre Sprache als bloßen Dialekt dieser Sprache.

## Alphabete
Die Alphabetisierung der dolganischen Sprache erfolgte in den 1920er Jahren auf der Grundlage des lateinischen Alphabets. Seit 1940 wurde die Schrift auf ein modifiziertes kyrillisches Alphabet umgestellt, das im Wesentlichen mit dem Jakutischen übereinstimmt. Daneben wird noch ein anderes gebraucht, das mit dem Alphabet der Russen identisch ist. Ogdo Aksjonowa erstellte ein 1979 genehmigtes dolganisches Alphabet und eine seit 1983 benutzte Fibel.
| А а | Б б | В в | Г г | Д д | Е е | Ё ё | Ж ж |
| З з | И и | Й й | К к | Һ һ | Л л | М м | Н н |
| Ӈ ӈ | О о | Ө ө | П п | Р р | С с | Т т | У у |
| Ү ү | Ф ф | Х х | Ц ц | Ч ч | Ш ш | Щ щ | Ъ ъ |
| Ы ы | Ь ь | Э э | Ю ю | Я я |     |     |     |